# Kim Džu-ae
Kim Džu-ae (korejsko 김주애), hči severnokorejskega vrhovnega voditelja Kim Džong-una; * ok. leta 2013.

## Življenjepis
Kim Džu-ae naj bi bila rojena leta 2013. Njene mame Ri Sol-džu tekom leta 2012 ni bilo v severnokorejskih medijih, kar so kasneje pripisali njeni nosečnosti. Hčerino ime je postalo znano zunaj Severne Koreje, ko jo je Dennis Rodman, ki ima tesen osebni odnos s Kim Džong-unom, omenil v pogovoru o njegovem obisku v državi. Rodman je opisal, da je "[držal] njunega otroka Džu-ae", in pohvalil Kima kot "dobrega očeta". Kim Džu-ae naj bi imela starejšega brata, rojenega leta 2010, in dva mlajša sorojenca neznanega spola, rojena leta 2017.
Kim Džu-ae se je prvič pojavila v javnosti ob izstrelitvi rakete novembra 2022. Do začetka februarja 2023 je imela pet javnih nastopov. Državni mediji so jo sprva imenovali "ljubljena" hčerka Kim Džong-una, kmalu pa so začeli uporabljati pridevnik "spoštovana", ki je rezerviran le za najbolj častne člane severnokorejske družbe, kot sta njena starša. Nekateri analitiki menijo, da je njena pojavnost poskus predstaviti družino Kim v obliki tradicionalne monarhije ali odgovor na rivalstvo znotraj severnokorejske vlade. To je privedlo tudi do špekulacij, da je bila izbrana za očetovo naslednico, zaradi česar bi lahko postala prva ženska, izbrana za generalno sekretarko Delavske stranke Koreje in predsednico Komisije za državne zadeve.